# 권정웅
권정웅(權正雄, 1992년 11월 15일 ~ )은 전 KBO 리그 NC 다이노스의 포수이자, 현 KBO 리그 NC 다이노스의 코치이다.

## 선수 시절

### 삼성 라이온즈시절
2015년에 입단하였다. 2016년에는 단 3경기에만 출전했으나 2017년에는 이흥련이 FA 보상 선수로 두산 베어스로 이적하고, LG 트윈스에서 방출된 후 영입된 최경철이 금지 약물 복용으로 이탈해 이지영과 번갈아가며 포수로 출전해 전년도에 비해 출전 경기가 늘어났다. 2017년 6월 29일 KIA전에서 팀이 대패할 때 더그아웃에서 눈물을 보였다.

### 상무 야구단시절
2019년에 심창민, 강한울과 함께 입단하였다. 2019년 시즌 35경기에 출전해 8안타(1홈런), 3타점, 타율 0.216을 기록했다.

### 삼성 라이온즈복귀
2020년에 복귀하였다. 2022년 8월 30일에 방출됐다.

### NC 다이노스시절
2022년 9월 6일에 입단하였다.

## 트리비아
- 2023년 5월부터 창원 다이노스의 플레잉코치로 활동했다.

## 출신 학교
- 서울이수초등학교
- 서울 영동중학교
- 덕수고등학교
- 한양대학교

## 통산 기록
| 연도 | 팀명  | 타율  | 경기 | 타수 | 득점 | 안타 | 2루타 | 3루타 | 홈런 | 루타 | 타점 | 도루 | 도실 | 볼넷 | 사구 | 삼진 | 병살 | 실책 |
| ---- | ----- | ----- | ---- | ---- | ---- | ---- | ----- | ----- | ---- | ---- | ---- | ---- | ---- | ---- | ---- | ---- | ---- | ---- |
| 2016 | 삼성  | 1.000 | 3    | 1    | 1    | 1    | 0     | 0     | 0    | 1    | 0    | 0    | 0    | 0    | 0    | 0    | 0    | 0    |
| 2017 | 삼성  | 0.212 | 61   | 99   | 11   | 21   | 3     | 0     | 6    | 42   | 11   | 0    | 0    | 8    | 1    | 31   | 4    | 1    |
| 2018 | 삼성  | 0.000 | 6    | 8    | 0    | 0    | 0     | 0     | 0    | 0    | 0    | 0    | 0    | 0    | 0    | 0    | 0    | 0    |
| 2020 | 삼성  | 0.000 | 3    | 1    | 0    | 0    | 0     | 0     | 0    | 0    | 0    | 0    | 0    | 1    | 0    | 0    | 0    | 0    |
| 2021 | 삼성  | 0.000 | 2    | 1    | 0    | 0    | 0     | 0     | 0    | 0    | 0    | 0    | 0    | 0    | 0    | 0    | 0    | 0    |
| 통산 | 5시즌 | 0.200 | 75   | 110  | 12   | 22   | 3     | 0     | 6    | 43   | 11   | 0    | 0    | 9    | 1    | 31   | 4    | 1    |